# Новокраснівська сільська рада
| Новокраснівська сільська рада — колишній орган місцевого самоврядування у Нікольському районі Донецької області з адміністративним центром у с. Новокраснівка. Сільській раді підпорядковані населені пункти: - с. Новокраснівка - с. Кальчинівка - с. Назарівка - с. Українка |

## Склад ради
Рада складається з 16 депутатів та голови.

## Керівний склад сільської ради
| ПІБ                           | Основні відомості                                                         | Дата обрання | Дата звільнення |
| ----------------------------- | ------------------------------------------------------------------------- | ------------ | --------------- |
| Кемічаджи Володимир Єфремович | Сільський голова, 1961 року народження, освіта, безпартійний              | 26.03.2006   | 01.02.2008      |
| Абдулаєв Муталім Едейович     | Сільський голова, 1961 року народження, освіта, член Партії регіонів      | 01.06.2008   | 07.08.2009      |
| Безлюдний Сергій Леонідович   | Сільський голова, 1969 року народження, освіта, член Партії регіонів      | 20.06.2010   | 31.10.2010      |
| Безлюдний Сергій Леонідович   | Сільський голова, 1969 року народження, освіта вища, член Партії регіонів | 31.10.2010   |                 |

Примітка: таблиця складена за даними джерела